# Swami Vivekananda (film)
Pour plus de détails, voir Fiche technique et Distribution.
Swami Vivekananda est un film biographique indien de 1998 réalisé par G. V. Iyer (en) et produit par T. Subbarami Reddy (en). Il a fallu 11 ans à Iyer pour faire le travail de recherche nécessaire pour le film et d'en écrire le scénario.
Le film met en vedette Sarvadaman D. Banerjee (en) dans le rôle de Swami Vivekananda – le moine hindou du XIXe siècle – et Mithun Chakraborty dans le rôle de Ramakrishna, son gourou. Même si le film a été achevé et présenté pour les prix nationaux de 1995, le film n'a été diffusé que le 12 juin 1998. Le film a été présenté pour la première fois sur Doordarshan – le radiodiffuseur du service public indien – le 15 août 1998, jour de l'indépendance du pays.
Le film a reçu des critiques mitigées, principalement négatives, de la part des critiques. Dans ce film, Mithun Chakraborty a été très apprécié et a remporté son troisième Prix national du film.

## Synopsis
Le film présente principalement les événements de la vie de Vivekananda de sa naissance à 1897, quand il retourne en Inde de l'Ouest. Le film commence avec la naissance de Narendranath Datta (nom pré-monastique de Swami Vivekananda) et montre l'entourage de la famille Datta célébrant l'événement. Puis, vient la scène où Narendranath voit son père Vishwanath Datta donner de l'argent, des vêtements et de la nourriture à des personnes pauvres et en détresse. Voyant cela, le jeune Narendranath demande à son père de lui donner aussi quelque chose et son père lui demande d'aller regarder dans le miroir et de trouver ce qu'il lui avait déjà donné. Suivant la suggestion de son père, Narendranath se rend dans la pièce et voit sa propre image.
Les différents événements de l'enfance de Narendranath sont montrés un par un, comme sa mère récitant mélodieusement les écritures religieuses, ce qui laisse une impression sur son jeune esprit. On y voit également Narendranath pratiquant la méditation, sa mère lui apprenant que l'expérience est une vraie connaissance et son intérêt à étudier un large éventail de sujets.
Le jeune Narendranath fréquente le collège où il se familiarise avec la littérature européenne et les mouvements sociaux et religieux contemporains. Il rejoint également Brahmo Samaj. Mais là, il découvre que le chef qui suggère aux autres de résister au mariage des enfants, organise lui-même le mariage de sa fille mineure avec une personne riche. Narendranath se rend chez Debendranath Tagore et lui demande s'il a vu Dieu. Tagore avoue qu'il n'a pas eu cette expérience et dit aussi à Narendranath qu'il a les yeux d'un Yogi.
Narendranath rencontre Ramakrishna chez un ami où Naren chante un chant de dévotion, Bina Prem Dhiraj Nahi. Le chant impressionne Ramakrishna qui lui demande de venir le voir au temple de Kali à Dakshineswar où il demeure. Suivant cette invitation, il lui rend visite à Dakshinewsar. La relation entre Ramakrishna et Narendranath est montrée avec beaucoup de détails. Au départ, Narendranath rejette l'influence de Ramakrishna, mais le reconnaît progressivement comme son maître. Ramakrishna lui enseigne la vraie signification de la religion et comment on peut trouver Dieu.
Après la mort de Ramakrishna, Narendranath prend un vœu monastique formel, devient un Sannyasi et un moine errant. À Alwar, il fait la connaissance de Raja Mangal Singh, à qui il dit que le culte de l'idole hindou est en réalité une forme de culte symbolique.
En 1893, Vivekananda va à Chicago pour assister au Parlement des religions. Il y obtient un énorme succès. L'histoire du film se déplace rapidement en 1897, lorsque Vivekananda retourne en Inde. Le film se termine par un long discours en anglais de Vivekananda dans lequel il décrit ses idéaux, les objectifs de l'hindouisme et prie pour la paix mondiale et la fraternité.

## Crédits

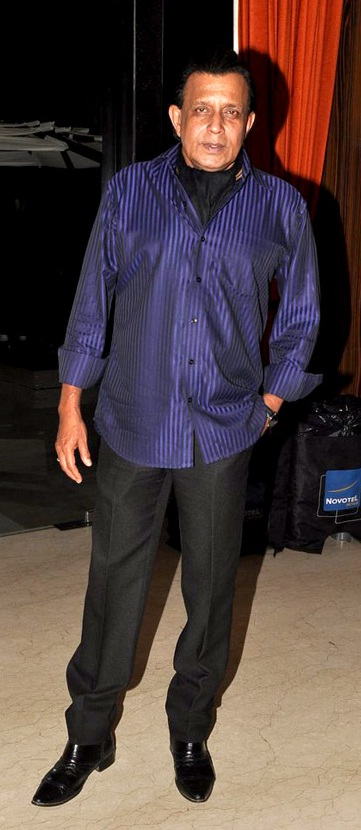
Mithun Chakraborty interprétant Ramakrishna a été très apprécié et a remporté son troisième Prix national du film.

### Distribution
- Sarvadaman D. Banerjee : Swami Vivekananda
- Pradeep Kumar : Vishwanath Datta (le père de Vivekananda)
- Tanuja : Bhuvaneswari Devi (la mère de Vivekananda)
- Mithun Chakraborthy : Ramakrishna
- Debashree Roy (crédité : Debasri Roy) : Sarada Devi
- Meenakshi Sheshadri : la jeune femme qui désire se marier avec Narendranath Datta et devient plus tard Sannyasini
- Vijay Raghavendra
- Shivaram
- Shivanand
- Shobhana

Apparitions
- Mammootty
- Shammi Kapoor : Mangal Singh, roi de Alwar
- Shashi Kapoor
- Anupam Kher : chef de Gare
- Arun Mathur
- P. V. Rao Rajeswara
- Hema Malini : déesse Bhavatarini
- Jaya Prada : danseur de la Cour
- Raakhee : Rajasthani, femme tribale

### Autres crédits
Direction et production
- Direction, scénario et recherche : G. V. Iyer
- Co-directeurs : K. S. L. Swamy, Lalitha Ravee
- Directeurs adjoints : Sanchari Chowdhury, Gowda
- Producteur : T. Subbarami Reddy

Cinématographie
- Cinématographie : Madhu Ambat
- Images Fixes : Delhi Bahadur
- Photographie : Rashid, Ramesh

Bande originale
- Musique : Salil Chowdhury (en)
- Musique de fond : B. V. Karanth, Vijaya Bhaskar
- Son : Guptha (Bombay), Kannan (Arvind Audio Pvt Ltd.)
- Doublage : Raghavendra Rao, R. B. Films (Bombay), Prasad Numérique (Chennai)
- Effets sonores : Murugesh

Autres
- Dialogue : Krishna Raghav (Hindi), Les Amis (Anglais)
- Édition : B. Lening, V. T. Vijayan
- Direction artistique : Nagaraj Rao, P. Krishnamurthy
- Direction chorégraphique : Chinni Prakash
- Traitement : Devaraj, Prasad Film Laboratoires
- Effets spéciaux : Prasad Productions, M. A. Hafeez, S. A. Azim
- Unité extérieure : Anand Cine Services
- Studio : Sree Kanteerava Studios Ltd
- Costumes : P. Krishnamurthy, Kalpana Iyer
- Maquillage : Sandaneni Anjibabu

## La Production

### Contexte
Depuis 1969, G. V. Iyer a fait plusieurs films sur l'hindouisme et les figures religieuses hindoues telles que Shankaracharya (1983), Madhavacharya (1986), Ramanujacharya (1989), et la Bhagavad-Gita (1993). Le biopic sur Swami Vivekananda est un film de cette série que Iyer et Subbarami Reddy (producteur du film) ont appelé leur « hommage celluloïd à l'âme de l'Inde ». Cette accroche était suffisante pour attirer l'attention du public sur le film.
Contrairement aux films précédents d'Iyer, Swami Vivekananda est un film à gros budget. Iyer a commencé ses études et ses travaux de recherche en 1986 et il lui a fallu 11 ans pour terminer et écrire le scénario du film,. Il a ajouté : « L'étude de la philosophie est le travail de toute une vie et je ne voudrais jamais que mes films en manquent. »

### Casting
Sarvadaman D. Banerjee a joué le rôle de Vivekananda dans ce film. Banerjee a été un acteur régulier dans les films d'Iyer et a interprété le rôle de Adi Shankara dans son film Adi Shankaracharya (1983). L'acteur bengali Mithun Chakraborty a interprété le personnage de Ramakrishna. C'était son premier film avec Iyer. Après avoir reçu le "prix d'excellence à vie" de Chakraborty en 2012, il a tenté de suivre les enseignements de Swami Vivekananda tout au long de sa carrière d'acteur. Chakraborty, interprétant Ramakrishna Paramahamsa, donne de la crédibilité au film par son histrionisme qui lui a valu cette critique : « un tour de force de rendu intuitif et mystique ». Debashree Roy fut choisi pour jouer Sarada Devi, l'épouse de Ramakrishna. Roy a dit dans une interview que ce rôle était une bénédiction spéciale pour elle et elle a ressenti « des émotions étranges » pendant le tournage. Outre les rôles principaux, le film présente une galaxie de stars célèbres dans différents petits rôles, ce qui se traduit par un budget de production de 30 millions. Hema Malini a joué dans le rôle trop bien habillée de Bhavatarini, Rakhee est la femme tribale du Rajasthani, Jaya Prada est une danseuse. De nombreux acteurs masculins célèbres comme Mammooty, Shammi Kapoor, Shashi Kapoor et Anupam Kher ont également de petits rôles.

## Bande sonore
Les musiques du film ont été composées par Salil Chowdhury (en), qui mourut peu de temps après la fin de leur écriture. La plupart des chants du film ont été écrits par Gulzar. D'autres, par Surdas, Kabir, Jayadeva qui ont également été utilisés dans ce film. Il y a aussi un chant bengali — Nahi Surjo Nahi Jyoti — écrit par Swami Vivekananda lui-même, en 1897, alors qu'il demeurait à Chennai (anciennement connue sous le nom de Madras).
| 1. | Chalo Man Jaye Ghar Apne (Hindi)               | K. J. Yesudas              | 4:44 |
| 2. | Jaana Hai Jaana Hai Us Paar Maanjhi Re (Hindi) | Antara Chowdhury           | 6:01 |
| 3. | Nahi Surjo, Nahi Jyoti (Bengali)               | K. J. Yesudas              | 5:31 |
| 4. | Sanyaasi Talaasi Jiski Hai (Hindi)             | Asha Bhosle, K. J. Yesudas | 4:47 |
| 5. | Binaa Prem Dheeraj Nahi (Hindi)                | K. J. Yesudas              | 4:23 |
| 6. | Prabhuji More Abgun Chit Na Dharo (Hindi)      | Kavita Krishnamurthy       | 4:34 |
| 7. | Re Man Krishna Naam Kahi Liije (Hindi)         | Anup Jalota                | 6:01 |
| 8. | Tava Birahe Vanamaali Sakhi (Hindi)            | Kavita Krishnamurthy       | 4:27 |

## Controverses
Le thème de ce film complexe – avec des implications religieuses et politiques – a suscité la controverse avant même que le film fut lancé. T. Subbarami Reddy, le producteur du film, a voulu faire signer Naseeruddin Shah pour le rôle de Ramakrishna, mais il a abandonné l'idée quand quelques fanatiques – des nationalistes hindous du Maharashtra – ont proféré des menaces et ont averti qu'ils ne permettraient pas l'existence du film si un acteur musulman représentait un hindou Brahmane. Puis, le réalisateur a approché Mithun Chakraborty, un brahmane hindou, qui a accepté de jouer le personnage.
Avant la sortie du film en 1998, les moines de la Math Ramakrishna et de la mission Ramakrishna ont prétendu qu'Iyer avait déformé les personnages de Vivekananda et de son maître Ramakrishna, et ont suggéré à Iyer de faire un certain nombre de changements dans le film. Ils ont allégué que les scènes n'étaient pas authentiques et avaient peu ou pas de similitude avec les événements réels de la vie du Swami. En outre, Swami Harshananda, alors président de la Math Ramakrihsna à Bangalore, a demandé à la maison de production de supprimer leur nom du générique, car ils n’étaient pas associés au film. Iyer a accepté les suggestions des autorités de la Math et de la mission Ramakrishna et a apporté les modifications demandées au film avant la sortie. Les moines de la Mission Ramakrishna ont également objecté qu’une séquence de chants n’était pas appropriée car elle « montrait Swamiji sous un jour difficile ». En conséquence, la séquence de chants incriminée a été supprimée du film.
Selon un reportage publié dans l'Indian Express du 15 août 1998, Iyer a effectué plus ou moins 20 changements dans le film. Plus tard, Iyer a dit qu'il s'était « soumis » aux suggestions des autorités de la Math et de la Mission Ramakrishna. Ensuite, plus tard dans le mois, le film a été autorisé à être présenté au public par la Haute Cour de Delhi.
Cependant, le personnage de Sœur Nivedita, qui a joué un rôle crucial dans la vie de Vivekananda, a été omis dans ce film.

## Sortie
Le film a été lancé le 12 juin 1998. Le film a été présenté pour la première fois le 15 août 1998 par le service public indien Doordarshan dans le cadre de la célébration du 50e anniversaire de l’indépendance de l’Inde.

## Réception
Bien que n'étant pas du même genre de films que ceux produits par Satyajit Ray ou Shyam Benegal, le film est un mythe indien typique et a été apprécié du fait de très bien mixer le rôle de « divinité mystique » de Paramahmsa avec celui de « jeune  agnostique moderniste non-brahmane » de Vivekananda.
Le film a reçu des critiques mitigées, principalement négatives. S. Kalidas de India Today a estimé que le film avait beaucoup de « verrues et de faiblesses ». Par contre, il a fait des remarques positives sur le rôle de Mithun Chakraborty et a écrit : « Il (le film) vaut la peine d'être vu pour la puissance de Mithun Chakraborty en tant que mentor de Vivekananda, Ramakrishna Paramhansa, sinon pour le message émouvant de son récit. » Le critique a déclaré que Sarvadaman D. Banerjee jouait le rôle de Vivekananda avec « assez de compétence ».
Choodie Shivaram de Hinduism Today a écrit dans sa critique : « Le film fonctionne comme un manuel scolaire sans les interprétations perspicaces de l'Iyer. » Il n'a trouvé aucun acteur impressionnant, sauf Mithun Chakraborty. Il a largement apprécié sa représentation de Ramakrishna et a commenté : « La première moitié de ce film de 4 heures est passionnant, surtout avec Mithun et son portrait de Ramakrisha. Le battement de cœur, le danseur de disco et le combattant d'arts martiaux dans le rôle de Ramakrishna ont envoûté l'auditoire. »

## Récompenses
Le film a permis à Mithun Chakraborty de remporter son troisième prix national du film, cette fois pour la catégorie Meilleur acteur dans un second rôle.

### Citations
1. 1 2 3 4  (en) « Four-Hour Vivekananda Film Is a Fleet-Footed Turkey », sur www.webcitation.org, avril 1996 (consulté le 7 septembre 2018)
2. 1 2 3 4 5 6 7 8  (en) « All-pervasive intolerance forces director of Swami Vivekananda to make seminal changes to cast and script of the historical film », sur www.webcitation.org, 10 juin 1998 (consulté le 7 septembre 2018)
3. 1 2  (en) Saritha Rai, « Blood and gore sagas give way to revival of gentler period films, TV … », India Today,‎ 30 juin 1994 (lire en ligne, consulté le 7 septembre 2018)
4. ↑  (en) « Mithun gets lifetime achievement award », IBN Live,‎ 30 avril 2012 (lire en ligne, consulté le 7 septembre 2018)
5. ↑  (en) Shoma A Chatterji, « Rediff On The NeT, Movies: Debasree Roy profile », Rediff On The Net,‎ 4 octobre 1999 (lire en ligne, consulté le 7 septembre 2018)
6. ↑  (en) « Swami Vivekananda : Hindi Movie - Swami Vivekananda Songs, Swami Vive… », Gebuhrenfrei,‎ 6 septembre 2013 (lire en ligne, consulté le 7 septembre 2018)
7. 1 2 3  (en) « Iyer submits to Ramakrishna Mission to release Vivekananda », sur www.webcitation.org, 15 août 1998 (consulté le 7 septembre 2018)
8. ↑  (en) « HC clears public screening of Swami Vivekananda », sur www.rediff.com, 19 août 1998 (consulté le 7 septembre 2018)

### Œuvres citées
- Rashtriya Sahara, Sahara India Mass Communication, 1998